# بیوه سیاه شمالی
بیوه سیاه شمالی (نام علمی: Latrodectus variolus) نام یک گونه از سرده عنکبوت‌های بیوه است.